# Gisborne (Nova Zelândia)
Gisborne é uma cidade no nordeste da Nova Zelândia e a capital do Distrito de Gisborne (ou Região de Gisborne). Tem uma população de 38,300 (junho de 2024).
A região de Gisborne foi colonizada por mais de 700 anos. Durante séculos, a região foi habitada pelas tribos Maori (Te Whānau-a-Kai, Ngaariki Kaiputahi, Te Aitanga-a-Māhaki Te Aitanga-a-Hauiti). Eles descendem dos viajantes do Te Ikaroa-a-Rauru, Horouta e Tākitimu waka.
A praia de Kaiti em Gisborne é o local onde o navegador britânico Capitão James Cook fez seu primeiro desembarque na Nova Zelândia no HMS Endeavour. Cook já havia partido de Plymouth, Inglaterra, em agosto de 1768, em uma missão com destino a Taiti. Depois de concluir suas funções no Taiti, Cook continuou para o sul em busca de uma grande porção de terra ou continente, antes de seguir para o oeste.
O local de desembarque foi homenageado com um monumento em 1906, no 137º aniversário da chegada de Cook. Em 1964, o comitê de Gisborne registrou a terra ao redor do monumento como uma reserva histórica para Reserva Histórica Nacional, em 1990.

## Geografia

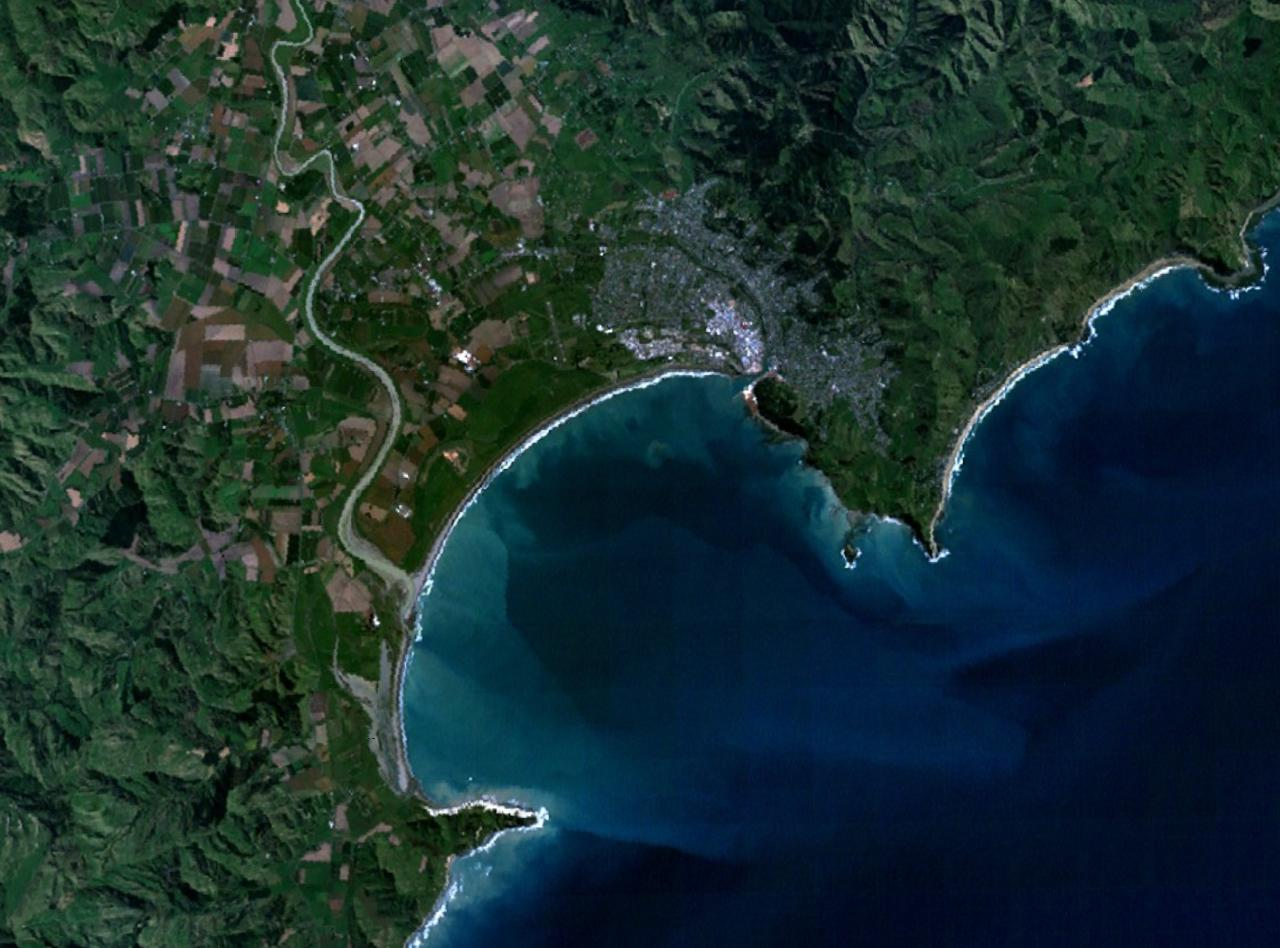
Imagem de satélite da Poverty Bay

Gisborne fica na costa leste da Ilha Norte da Nova Zelândia, na parte sul do Distrito de Gisborne. Os apartamentos de Poverty Bay abrangem a cidade de Gisborne, bem como as áreas circundantes de Mākaraka, Matawhero e Ormond, onde predominam vinhas e fazendas. Gisborne é plana em direção à costa, mas montanhosa e florestada no interior.

### Clima
Gisborne é propensa a um clima oceânico com verões quentes e invernos frios. A precipitação anual varia de cerca de 1.000 mm perto da costa para mais de 2.500 mm em regiões mais altas do interior. De acordo com o conjunto de dados NIWA para as temperaturas normais de 1981-2010, Gisborne ultrapassou por pouco várias outras cidades da Nova Zelândia para ter os máximos de verão mais quentes das estações oficiais.
| Dados climatológicos para Gisborne (1991–2020) | Dados climatológicos para Gisborne (1991–2020) | Dados climatológicos para Gisborne (1991–2020) | Dados climatológicos para Gisborne (1991–2020) | Dados climatológicos para Gisborne (1991–2020) | Dados climatológicos para Gisborne (1991–2020) | Dados climatológicos para Gisborne (1991–2020) | Dados climatológicos para Gisborne (1991–2020) | Dados climatológicos para Gisborne (1991–2020) | Dados climatológicos para Gisborne (1991–2020) | Dados climatológicos para Gisborne (1991–2020) | Dados climatológicos para Gisborne (1991–2020) | Dados climatológicos para Gisborne (1991–2020) | Dados climatológicos para Gisborne (1991–2020) |
| Mês                                            | Jan                                            | Fev                                            | Mar                                            | Abr                                            | Mai                                            | Jun                                            | Jul                                            | Ago                                            | Set                                            | Out                                            | Nov                                            | Dez                                            | Ano                                            |
| ---------------------------------------------- | ---------------------------------------------- | ---------------------------------------------- | ---------------------------------------------- | ---------------------------------------------- | ---------------------------------------------- | ---------------------------------------------- | ---------------------------------------------- | ---------------------------------------------- | ---------------------------------------------- | ---------------------------------------------- | ---------------------------------------------- | ---------------------------------------------- | ---------------------------------------------- |
| Temperatura máxima média (°C)                  | 25,8                                           | 25,7                                           | 23,8                                           | 20,9                                           | 18,4                                           | 15,7                                           | 14,7                                           | 15,7                                           | 17,6                                           | 20,1                                           | 21,7                                           | 23,8                                           | 20,3                                           |
| Temperatura média (°C)                         | 20,1                                           | 20,2                                           | 18,3                                           | 15,6                                           | 13,2                                           | 10,8                                           | 10,1                                           | 10,7                                           | 12,6                                           | 14,7                                           | 16,3                                           | 18,5                                           | 15,1                                           |
| Temperatura mínima média (°C)                  | 14,3                                           | 14,7                                           | 12,8                                           | 10,3                                           | 8,0                                            | 5,9                                            | 5,5                                            | 5,7                                            | 7,6                                            | 9,3                                            | 10,9                                           | 13,1                                           | 9,8                                            |
| Precipitação (mm)                              | 71,4                                           | 69,5                                           | 94,0                                           | 107,1                                          | 84,0                                           | 107,4                                          | 118,7                                          | 78,1                                           | 73,1                                           | 76,1                                           | 65,2                                           | 59,9                                           | 1 000,9                                        |
| Umidade relativa (%)                           | 70,0                                           | 77,4                                           | 79,8                                           | 80,5                                           | 81,1                                           | 82,4                                           | 82,3                                           | 78,6                                           | 72,4                                           | 71,5                                           | 68,3                                           | 68,7                                           | 76,1                                           |
| Insolação (h)                                  | 228,8                                          | 194,9                                          | 189,2                                          | 157,3                                          | 139,8                                          | 110,3                                          | 128,1                                          | 142,9                                          | 148,6                                          | 178,1                                          | 188,1                                          | 197,2                                          | 2 003,1                                        |
| Fonte: NIWA Climate Data                       |                                                |                                                |                                                |                                                |                                                |                                                |                                                |                                                |                                                |                                                |                                                |                                                |                                                |

## Economia
A cidade é um local popular para o turismo devido ao seu aspecto rural e paisagístico. As indústrias locais incluem agricultura, horticultura, pecuária e silvicultura. A produção de vinho também é um destaque para a economia local.

## Cidades irmãs
Gisborne tem quatro cidades irmãs:
- Mahina, França
- Nonoichi, Japão
- Palm Desert, Estados Unidos
- Rizhao, China